# Hippokrene

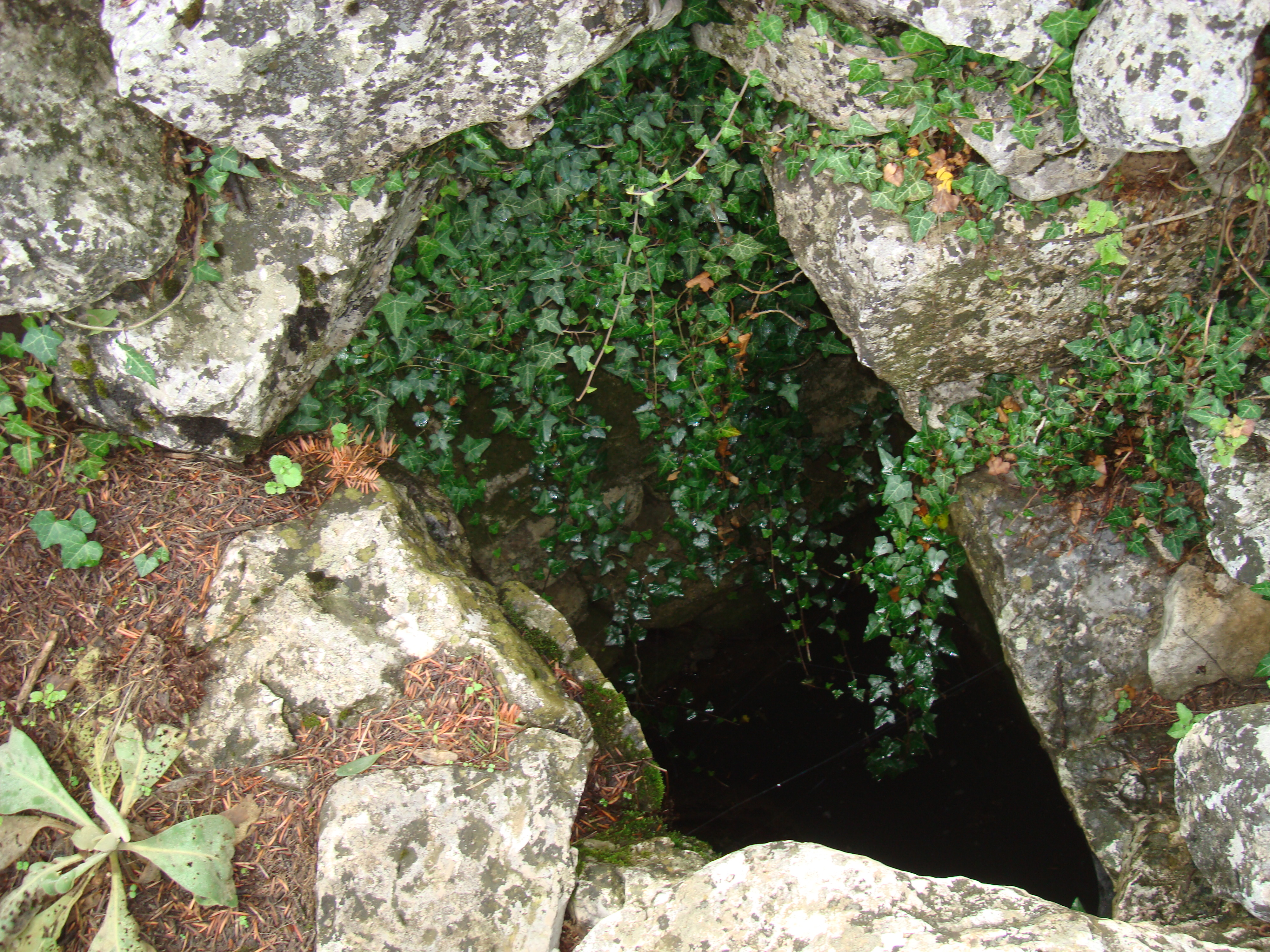
Källans öppning.

Hippokrene (grekiska hästkällan) är en källa på berget Helikon som i den grekiska mytologin framkallades genom ett hovslag av den bevingade hästen Pegasos och som helgades åt muserna.  Att dricka av dess vatten troddes medföra poetisk inspiration. Källan finns ännu i behåll.